# Metropolitanato de Imbros y Ténedos

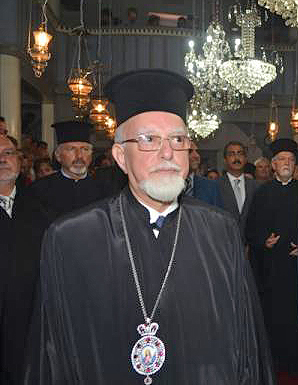
El metropolita Kyrillos Dragunis.

El metropolitanato de Imbros y Ténedos (en griego: Ἱερὰ Μητρόπολις Ἴμβρου καὶ Τενέδου) es una diócesis de la Iglesia ortodoxa perteneciente al patriarcado de Constantinopla, con sede en Çınarlı (la antigua Panaghia Balomeni) en la isla de Imbros en Turquía. Su titular lleva el título de metropolitano de Imbros y Ténedos, el más honorable ('hipertimos') y exarca del mar Egeo (en griego: Ο Δέρκων, υπέρτιμος και έξαρχος Βοσπόρου Θρακικοῦ καί Κυανέων). 

## Territorio
El territorio del metropolitanato comprende las islas de Imbros (desde 1970 oficialmente llamada Gökçeada) y Ténedos (hoy Bozcaada) y se encuentra en la provincia de Çanakkale. El área del metropolitanato limita al norte con el metropolitanato de Alejandrópolis (isla de Samotracia) de la Iglesia ortodoxa de Grecia; al este con los metropolitanatos de Galípoli y Mádito y de Dardanelos y Lámpsaco; al sur con el metropolitanato de Lesbos; y al oeste con el metropolitanato de Lemnos (ambos de la Iglesia ortodoxa de Grecia).
Además de Çınarlı, otras localidades del metropolitanato son Kalekoy y Bozcaada.
Constituye uno de los diez distritos eclesiásticos activos del patriarcado en territorio turco, junto con la arquidiócesis de Constantinopla y los metropolitanatos de Adrianópolis, Ancyra, Calcedonia, Derkos, Esmirna, Islas de los Príncipes, Pisidia y Prusa.

## Historia
En el siglo V la isla de Imbros era parte de la diócesis de Lemnos e Imbros, que, a su vez, era sufragánea del metrópolitanato de Corinto. Las incursiones árabes asolaron Imbros en 670, 674 y 678, llevando como esclavos a todos los isleños que no pudieron huir. Fue gradualmente repoblada con fugitivos y proscriptos.
En el siglo IX la diócesis fue elevada al rango de arquidiócesis autocéfala, y circa 1010 se convirtió en un exarcado subordinado directamente al patriarca de Constantinopla. En 1054 se produjo el cisma de Oriente, pasando el exarcado a ser parte de la Iglesia ortodoxa. En 1204 Imbros pasó a manos de la República de Venecia y fue recuperada por los bizantinos del Imperio de Nicea en 1235 y en 1262. Imbros pasó a manos genovesas en 1355 y a venecianas en 1377. 
En 1397 el exarcado de Lemnos e Imbros fue de nuevo elevado a arquidiócesis autocéfala, y en la primera mitad del siglo XV se transformó en un metropolitanato con sede en la población de Kastros.
La isla de Ténedos era la más septentrional del metropolitanato de Rodas hasta que en el siglo IX se convirtió en la diócesis de Ténedos, sufragánea del metropolitanato de Mitilene. A principios del siglo XIV se transformó en una metrópolis independiente, pero en 1368 fue anexada al metropolitanato de Peritheorion. Durante la guerra de Chioggia en 1383 la República de Venecia trasladó a los 4000 habitantes de Ténedos a las islas de Creta y Citera y a Caristo en la isla de Eubea, demoliendo las edificaciones. Ténedos permaneció deshabitada hasta la ocupación turca de 1456, cuando fue anexada al metropolitanato de Mitilene y comenzó su repoblación con turcos y griegos.
En 1450 Imbros pasó a la República de Génova. En 1458 el Imperio otomano ocupó Imbros, pero en 1463 fue capturada por los venecianos, volviendo a manos otomanas en junio de 1470. En 1807 Ténedos fue brevemente ocupada por el Imperio ruso, fue incendiada y muchos turcos la abandonaron.
La armada griega ocupó Imbros el 18 de octubre de 1912 y Ténedos el 24 de octubre de ese año. Durante la Primera Guerra Mundial Imbros tenía 8000 habitantes y aproximadamente 3000 griegos vivían en Ténedos. Después de la derrota de Turquía y de Alemania en la guerra, según el Tratado de Sevres de 1920, Grecia obtuvo la soberanía de ambas islas, lo que los isleños acogieron con entusiasmo. Sin embargo, después de la catástrofe de Asia Menor y la derrota del ejército griego, el 12 de noviembre de 1922 las islas retornaron a Turquía. El Tratado de Lausana de 1923 confirmó la situación debido a la situación estratégica de las islas en la entrada de los Dardanelos. Los habitantes de las islas no fueron sometidos a intercambios forzosos de población, mientras que el acuerdo preveía la autonomía de los griegos locales y la protección de todas las minorías en su conjunto. El acuerdo fue, sin embargo, violado por la parte turca, que poco a poco expulsó a la población griega. Como Mitilene quedó dentro de Grecia, el 22 de enero de 1925 la isla de Ténedos fue anexada al metropolitanato de Imbros, que permaneció como parte de Turquía. El metropolitanato fue renombrado Imbros y Ténedos y su nueva sede fue la población de Panagia.
En 1927 la mayoría de los edificios en Imbros y de Ténedos fueron destruidos, lo que se asoció con una colonización turca masiva desde el interior del país. Con el tiempo, la población de las islas sufrió un cambio, que fue acompañado por la confiscación de bienes pertenecientes a los griegos.
En 1955 el fanatismo turco alcanzó su punto máximo con el pogromo de Estambul, lo que llevó a la persecución de los griegos que vivían en Turquía. Las condiciones de vida de los griegos en el país se volvieron extremadamente difíciles. El 1 de julio de 1964, para cambiar aún más la estructura de la población de Imbros y Ténedos, los turcos prohibieron la enseñanza del idioma griego en las escuelas. Al mismo tiempo, un gran número de griegos fueron expulsados de Estambul. Aunque en 1924 todas las escuelas en ambas islas eran griegas, en la segunda mitad de 1964 solo había siete de ellas con 693 estudiantes griegos en Imbros, y aún menos en Ténedos. Una gran cantidad de griegos abandonaron Imbros y Ténedos, mientras que otros se negaron a abandonar sus hogares. Sin embargo, muchos griegos en ambas islas continúan hablando su idioma nativo. Por ejemplo, el patriarca ecuménico Bartolomé I nació en Imbros.
En 1975 1540 griegos ortodoxos vivían en Imbros, pero la crisis de Chipre desde 1974 llevó a que en 2000 su número había disminuido a 254 personas. En 1991 la isla dejó de ser zona militar prohibida y a partir de 2018 había más de 800 griegos en Imbros, y en Ténedos su número no superaba los 30.
En 2013, 39 años después de la prohibición del idioma griego, una escuela para estudiantes de la minoría griega comenzó a funcionar en Imbros, y en 2015, se abrió una escuela secundaria griega. En 2016, 13 personas estudiaron en dos escuelas de Imbros. Se espera que su número aumente, debido al deseo de los griegos locales de permanecer en la isla de manera continua. Al mismo tiempo, las familias griegas comenzaron a regresar a Imbros y Ténedos, su lugar de nacimiento. En relación con la reanudación de la enseñanza de idiomas en las islas, se observa una restauración lenta pero constante de la presencia griega, que también fue informado por la publicación turca Daily Sabah en 2018.

## Iglesias
El metropolitanato está subdividido en 8 comunidades:
- Comunidad de Panagia, en Çınarlı en la isla de Imbros
- Comunidad de San Teodoro, en Zeytinliköy en la isla de Imbros
- Comunidad de Schoinoudion, en Dereköy en la isla de Imbros
- Comunidad de Agridia, en Tepeköy en la isla de Imbros
- Comunidad de Glyky, en Eskibademli en la isla de Imbros
- Comunidad de Evlampion, en Yenimahalle Aya Vervara Kilisesi en la isla de Imbros
- Comunidad de Kastron, en la isla de Imbros
- Comunidad de Ténedos

## Cronología de los metropolitanos
- Nicéforo II † (enero de 1793-febrero de 1825 falleció)
- José II † (octubre de 1825-febrero de 1835 trasladado a Varna)
- Neófito II † (febrero de 1835-1836 falleció)
- Neófito III † (2 de noviembre de 1836-10 de enero de 1853 trasladado a Stromnitza)
- Juanicio I † (10 de enero de 1853-20 de diciembre de 1863 suspendido)
- Paisio II † (Kurentis) (diciembre de 1863-1 de mayo de 1873 trasladado a Mithymna)
- Nicéforo III † (Glycas) (2 de mayo de 1873-23 de marzo de 1881 trasladado a Mithymna)
- Paisio II † (Kurentis) (23 de marzo de 1881-16 de mayo de 1902 suspendido) (por segunda vez)
- Filoteo (Konstantinidis) † (18 de mayo de 1902-27 de noviembre de 1904 falleció)
- Juanicio II (Margaritadis) † (31 de marzo de 1905-enero de 1908 falleció)
- Crisóstomo (Cavuridis) † (31 de julio de 1908-14 de junio de 1912 trasladado a Pelagonia)
- Panareto (Petridis) † (21 de junio de 1912-febrero de 1922 falleció)
- Joaquín IV (Kaviris) † (24 de febrero de 1922-9 de octubre de 1924 trasladado a Icaria)
- Juan (Vasilikos) † (16 de octubre de 1924-23 de marzo de 1926 trasladado a Vella)
- Jacobo II (Papapaisiu) † (4 de abril de 1926-27 de mayo de 1950 trasladado a Derkos)
- Melitón (Hadzis) † (30 de noviembre de 1950-19 de febrero de 1963 trasladado a Iliópolis)
- Nicolás (Kutrumpis) † (4 de abril de 1964-15 de febrero de 1972 trasladado a Anea)
- Demetrio (Papadopoulos) † (15 de febrero de 1972-16 de julio de 1972 designado patriarca de Constantinopla)
- Focio (Savvaidis) † (12 de septiembre de 1972-5 de septiembre de 2002 trasladado a Iraklia)
- Cirilo (Dragunis) (desde el 5 de septiembre de 2002)